# Notolister coiffaiti
Notolister coiffaiti är en skalbaggsart som beskrevs av Yves Gomy 1990. Notolister coiffaiti ingår i släktet Notolister och familjen stumpbaggar. Inga underarter finns listade i Catalogue of Life.